# Сідама Коффі
Футбольний клуб «Сідама Коффі» (англ. Sidama Coffee Sport Club, амх. ሲዳማ ቡና ስፖርት ክለብ) — ефіопський професійний футбольний клуб з міста Аваса. Клуб був заснований у 2006 році під назвою «Дара Кенема», та спочатку грав у регіональному чемпіонаті південної зони. У 2007 році клуб грав у другому ефіопському дивізіоні, а в сезоні 2008—2009 років виграв другий дивізіон, та отримав путівку до Прем'єр-ліги Ефіопії. Найвищим місцем команди в найвищому ефіопському дивізіоні стало друге місце в сезоні 2018—2019 років. «Сідама Коффі» грає домашні матчі на стадіоні «Аваса Керієма» місткістю 25 тисяч глядачів.